# Tifata
Il monte Tifata è un rilievo montuoso alto 603 m appartenente all'antiappennino campano sul confine nord della pianura campana in provincia di Caserta nella regione Campania.

## Origini del nome
Secondo i grammatici antichi Tifata indicava la presenza di boschi di leccio (Quercus ilex) sul monte (tifata = iliceta); i linguisti moderni suppongono che derivi da un termine sannitico *tifa, che significherebbe "monte". 
È noto, inoltre, che nell'Antichità il nome Tifata  designava una città del Lazio Antico (Latium vetus) situata a breve distanza da Roma e già scomparsa da lungo tempo quando Plinio il Vecchio ne parlò. 
Si chiamava Tifata anche l'attuale Monte delle Fate (m 1090) nella catena dei Monti Ausoni presso Fondi (l'antica Fundi nel Latium adiectum).

## Storia
In epoca romana il monte presso Capua era sede di un tempio dedicato a Diana Tifatina, protettrice dei cacciatori che frequentavano la zona, fondato da Lucio Cornelio Sulla dopo la vittoria riportata Caio Carbone. Sul sito dell'antico santuario sorse nel medioevo l'abbazia di Sant'Angelo in Formis. 
Nel 1860, durante la Battaglia del Volturno (26 settembre-2 ottobre), per la sua importanza strategica il monte fu teatro di durissimi scontri tra le truppe borboniche ed i garibaldini.

## Geografia
Il monte Tifata (parte dei monti Tifatini) è delimitato a nord dal fiume Volturno che lo separa dall'Appennino sannita; si presenta parzialmente brullo (con una copertura boschiva limitata al versante settentrionale), privo di sorgenti o corsi d'acqua e devastato da numerose cave per l'estrazione di pietra calcarea, ed è  e situato fra i comuni di Caserta, Capua, San Prisco.
È possibile effettuare trekking ed enduro di varia durata e di varia difficoltà.